# غنيان (اسم)
غنيان هو اسم علم مذكر من أصل عربي، ومعناه هو الغنى لاكتفاء مثل غنية وغنية.

## وصلات خارجية
- موسوعة السلطان قابوس لأسماء العرب نسخة محفوظة 5 أبريل 2019 على موقع واي باك مشين.